# Música clássica otomana
A música clássica otomana (Klâsik Türk Mûsikîsi, Sanat Mûsikîsi, Saray Mûsikîsi) desenvolveu-se em palácios, mesquitas e mevlevi lodges do Império Otomano.
Vários sistemas de notação foram usados para transcrever música clássica, sendo a mais dominante a notação  Hamparsum  em uso até a introdução gradual da notação ocidental. Embora as contribuições do  não-turco à música otomana tenham sido marginalizadas desde a dissolução do Império Otomano, o sistema de notação Hamparsum foi inventado por um armênio otomano chamado Hamparsum Limonciyan Hamparsum tornou-se o fundamento da clássica otomana  makam theory e também foi usado pela Igreja Apostólica Armênia.